# 阿爾法 (阿肯色州)
阿爾法（英語：Alpha）是位於美國阿肯色州耶爾縣的一個非建制地區。該地的面積和人口皆未知。

## 地理
阿爾法的座標為35°06′56″N 93°16′51″W / 35.11556°N 93.28083°W，而該地的平均海拔高度為116米（即381英尺）。